# マウリシオ・ペレイラ (サッカー選手)
マウリシオ・ペレイラ（Mauricio Pereyra, 1990年3月15日 - ）は、ウルグアイ・モンテビデオ出身のサッカー選手。オーランド・シティSC所属。ポジションはミッドフィールダー。

## クラブ歴
ナシオナルの下部組織出身。2009年2月18日にコパ・リベルタドーレス2009の予選でプロ初出場。
2011年8月2日にCAラヌースに130万ドルの移籍金で加入。9月26日に移籍後初得点を記録した。
2013年2月24日に3年半契約でFCクラスノダールに移籍。2015年4月30日に2019年夏まで契約を延長した 。2019年5月30日に契約満了での退団が発表された。
2019年7月30日にオーランド・シティSCが加入を発表、特別指定選手制度での契約となった。8月17日の試合でハーフタイムにホビーニョに代わって投入され移籍後初出場。